# La Défense

Blick auf La Défense vom Eiffelturm aus

La Grande Arche

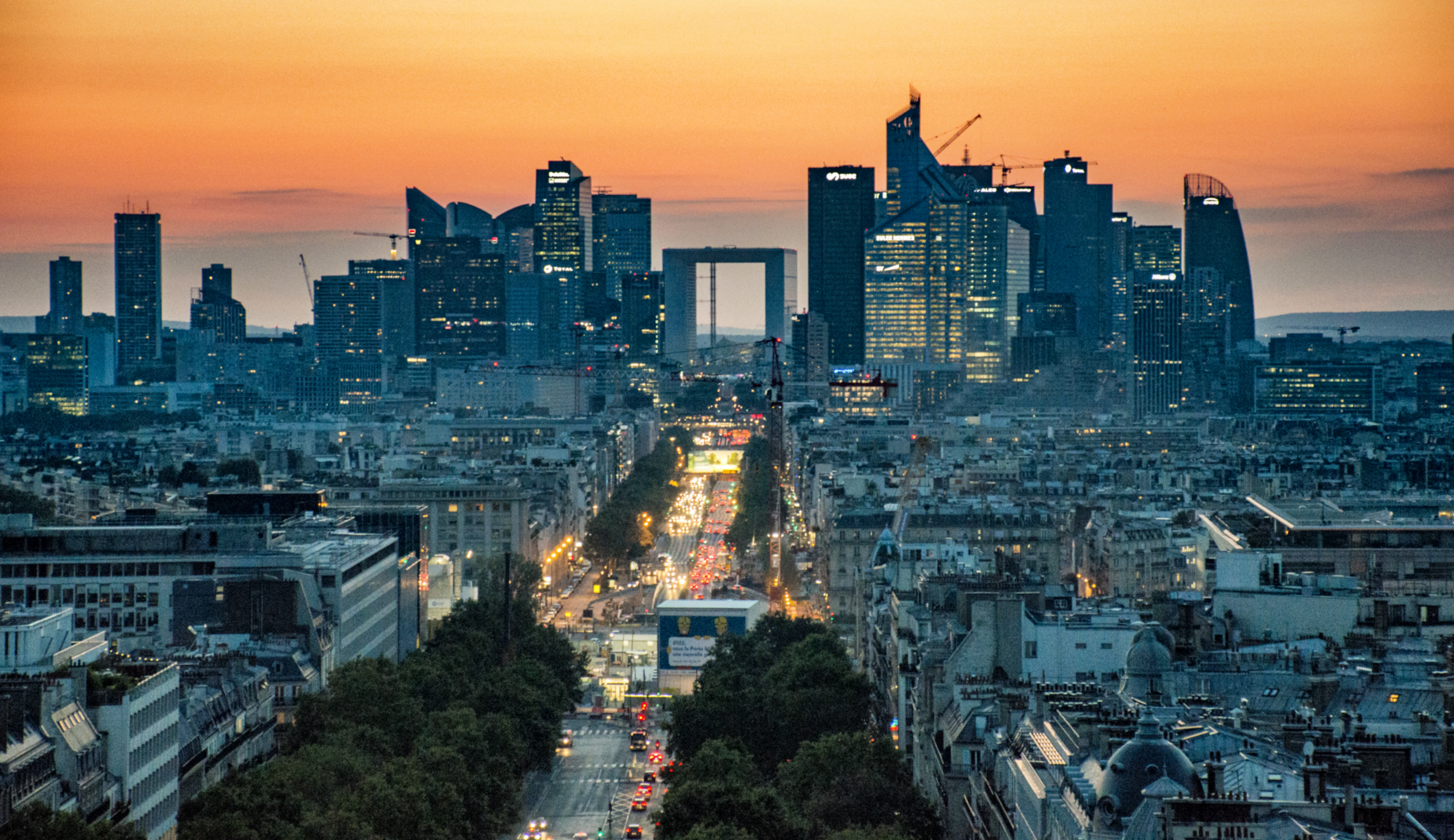
Blick vom Arc de Triomphe de l’Étoile auf La Défense

La Défense [ladeˈfɑ̃ːs] ist ein modernes Hochhausviertel westlich von Paris im Département Hauts-de-Seine und gilt als Europas größte Bürostadt. Administrativ gesehen teilen sich die Städte Courbevoie, Nanterre und Puteaux das 160 Hektar große Gebiet.
Das mit einer 1,2 km langen und 250 m breiten Fußgängerzone durchzogene Viertel, dessen Planung 1955 begann, ist Sitz vieler Banken und Versicherungen. Beeindruckende Gebäude sind unter anderem die Grande Arche, eine moderne Variante des Triumphbogens, sowie Tour First, Tour Majunga, Tour CB21, Tour Total Coupole, Tour T1, Tour Granite, Tour D2, Tours Chassagne et Alicante, Cœur Défense, Tour Carpe Diem und die CNIT genannte ehemalige Messehalle, die heute teilweise als Hotel, teilweise als Geschäfts- und Kongresszentrum dient.

## Daten und Fakten
La Défense ist in zwölf Sektoren mit 160 Hektar Fläche, wovon 31 Hektar Steinplatten und 11 Hektar Grünfläche sind, eingeteilt. Insgesamt befinden sich in der größten Bürostadt Europas über drei Millionen Quadratmeter Bürofläche und 25.000 unterirdische Parkplätze für über 180.000 Beschäftigte sowie 600.000 m² Wohnraum. In den etwas mehr als 10.000 Appartements leben 20.000 Menschen, und es stehen 2.600 Hotelzimmer zur Verfügung. Unter den 3.600 hier ansässigen Unternehmen sind 14 der 20 größten französischen Unternehmen und 15 der 50 weltweit größten Konzerne vertreten. Von den 3.600 ansässigen Firmen haben 1.500 in La Défense ihren Firmensitz. Es gibt etwa 230.000 m² Verkaufsfläche für den Einzelhandel in la Défense, davon alleine 130.000 m² im Einkaufszentrum Les Quatre Temps, welches das meistbesuchte Einkaufszentrum Frankreichs ist.

## Geschichte

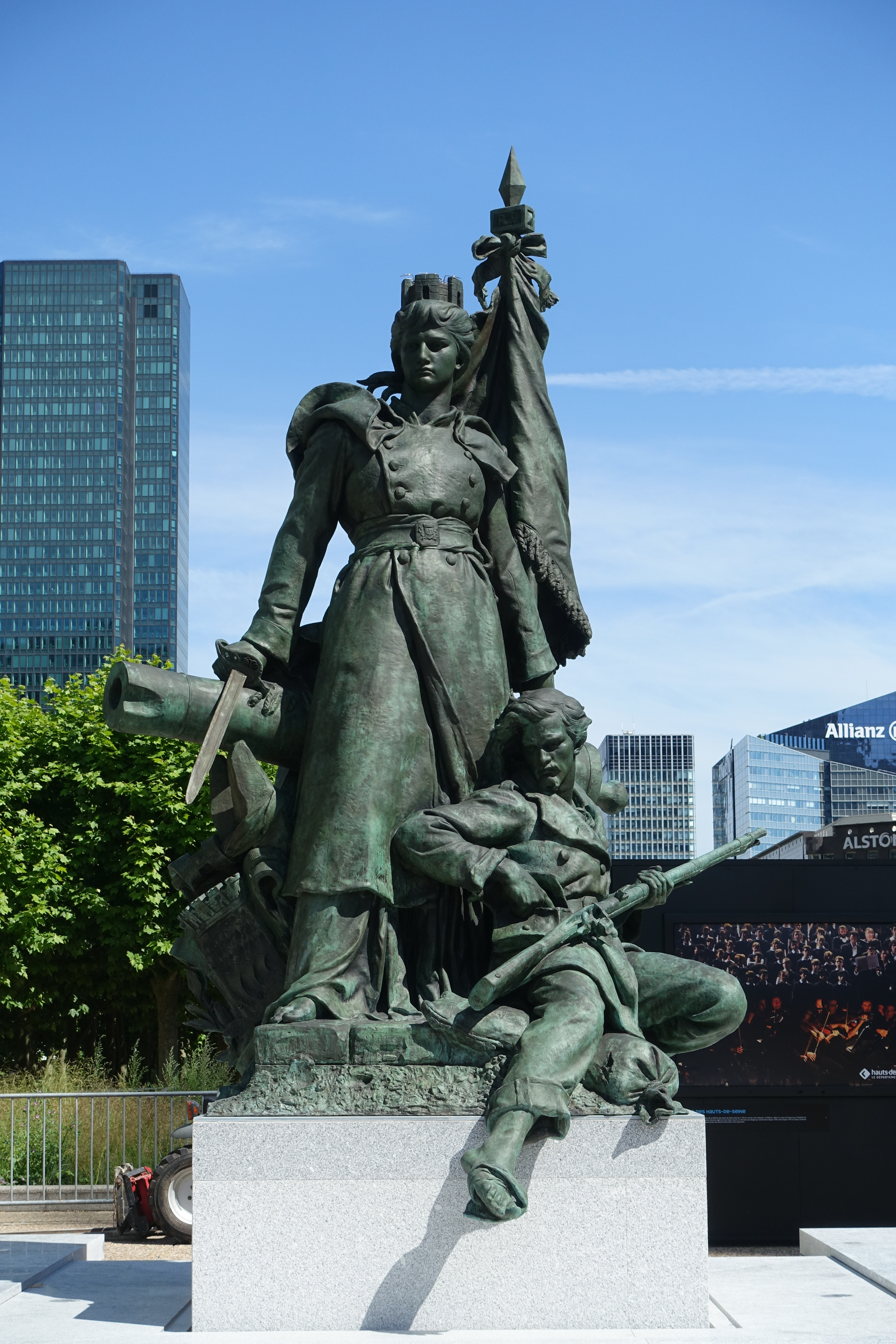
Das namengebende Denkmal La défense de Paris von Louis-Ernest Barrias aus dem Jahr 1883

Der Name des Viertels leitet sich ab von dem Denkmal La Défense de Paris, welches zu Ehren der Soldaten aufgestellt wurde, die die Stadt während des Deutsch-Französischen Krieges von 1870 verteidigten (franz. défense „Verteidigung“). Die bronzene Skulptur von Louis-Ernest Barrias wurde 1883 in der Mitte eines Kreisverkehrsplatzes in Courbevoie eingeweiht. Sie wurde während der ersten Bauphase des Défense-Viertels entfernt und später auf der Betonplatte exakt an ihrem ursprünglichen Standort wieder aufgestellt.
Der Hügel, auf dem heute die Grande Arche steht, trug einst den Namen Chantecoq oder Hahnensang. Schon unter Louis XV wurde die große Achse der heutigen Avenue des Champs-Élysées bis hierher als Allee verlängert; auf dem Hügel selbst stand allerdings bis weit ins 19. Jahrhundert eine Windmühle. Die eigentliche Entwicklung von La Défense begann mit der Gründung des Etablissement Public d’Aménagement de La Défense (Entwicklungsträgergesellschaft La Défense), kurz EPAD im Jahr 1958. Aufgabe dieses unabhängigen staatlichen Bauamtes war es, die traditionellen Pariser Banken- und Büroviertel um die großen Boulevards und den Arc de Triomphe zu entlasten und dafür die nötige Infrastruktur bereitzustellen. Im gleichen Jahr wurde auf private Initiative hin mit dem Ausstellungspalast Centre des nouvelles industries et technologies (CNIT, früher: Centre National de l’Industrie et Technique) ein Pilotbauwerk am Défense-Hügel eröffnet.
1963 begann das neue Büroviertel konkrete Gestalt anzunehmen. Der Baugrund musste allerdings in den kommenden Jahren erst durch eine kontinuierliche Flächensanierung bereitgestellt werden, da es sich bei dem zur Bebauung vorgesehenen Gebiet um Arbeiterwohnviertel und Fabrikgelände der Gemeinden Courbevoie, Nanterre und Puteaux handelte. Zunächst sollten 850.000 m² Bürofläche in regelmäßig angeordneten Türmen geschaffen werden. Ein wichtiger Bestandteil des Bebauungsplans war die Errichtung einer 40 Hektar großen aufgeständerten Platte, welche die zentrale Fußgängerzone aufnehmen sollte. Von dort aus erfolgte der Zugang zu den einzelnen zu errichtenden Gebäuden. Die Zufahrtswege, Parkplätze und sonstige Infrastrukturen wurden in den Bereich unterhalb der Platte verlegt. 1965 konnte mit dem Tour Esso (1993 zugunsten des Cœur Défense abgerissen) das erste Bürohaus eröffnet werden. Bis 1970 waren außerdem die Tours Nobel, Aquitaine, Europe und Aurore fertiggestellt. Zu dieser Zeit war die Défense eine gigantische Großbaustelle. Im selben Jahr wurde die Schnellbahnverbindung RER, die La Défense mit den Stationen Auber (bei der Pariser Oper) und dem Triumphbogen verbindet, verwirklicht. Damit war eine der Grundvoraussetzungen für das Gelingen dieses neuen Stadtteils am Rande der Großstadt geschaffen.
Die ökologisch und ökonomisch bewegten 1970er Jahre brachten auch La Défense gewisse Probleme. Ein Sturm an Protesten erhob sich im Sommer 1972, als klar wurde, dass die neuen Hochhausbauten die Perspektive der Champs-Élysées beeinträchtigen würden. Premierminister Valéry Giscard d’Estaing machte sich für einen Baustopp stark. Die ökonomische Rezession nach dem Ölschock von 1973 führte zudem zu einer Stagnationsphase der Bauvorhaben. Peter Handke, der am 22. Februar 1974 La Défense besuchte, schrieb (in: Als das Wünschen noch geholfen hat): „La Défense müsste eigentlich Sperrzone sein – weil da die Geheimnisse der technokratischen Welt sich ganz unverschämt verraten.“ Trotz des zeitweilig sehr kritischen Medienklimas beschloss 1978 die Regierung unter Raymond Barre La Défense weiter zu bauen.
Nun wurde eine neue Generation von kleineren, ökologischeren Hochhäusern errichtet. 1981 öffnete ein großes Einkaufszentrum (Les Quatre Temps) seine Pforten. 1983 wurde in einem internationalen Wettbewerb das Bürogebäude la Grande Arche („Der große Bogen“) des dänischen Architekten Johan Otto von Spreckelsen prämiert und 1989 feierlich eröffnet. Im Gleichschritt mit dem sich wandelnden Zeitgeist und mit dem wachsenden Erfolg von La Défense fand auch eine Verstärkung der Rolle des Privatkapitals statt. Der Société d’administration et de réalisation d’investissements unter Christian Pellerin etwa war es gelungen, vor allem in den Stagnationsjahren ab 1973 günstig Baugenehmigungen aufzukaufen, die in der Folge erfolgreich vermarktet werden konnten. In der Folgezeit wurde die große Achse, die zunächst mit dem Torbau Spreckelsens enden sollte, weiter in Richtung Westen ausgebaut.

## Gegenwart
Aus dem im Juli 2007 auf Initiative des Etablissement Public de l’Aménagement de La Défense (EPAD) lancierten internationalen Wettbewerb um die Errichtung eines „Tour Signal“ genannten emblematischen Hochhauses gingen nach einer ersten, im Januar 2008 getroffenen Vorauswahl schließlich im darauffolgenden März fünf Finalisten hervor: Jacques Ferrier Architectures, Foster + Partners, Studio Libeskind Architect, Atelier Jean Nouvel und Wilmotte et Associés. Zum Preisträger kürte die Jury am 27. Mai 2008 Jean Nouvel für sein innovatives Projekt, das Wohn- und Büroflächen mit einem Hotel, Einkaufsbereichen und begrünten Erholungsflächen kombiniert. Im März 2010 wurde bekannt, dass das Vorhaben nicht mehr weiter verfolgt wird.
Als Auswirkung der Finanzkrise ist angesichts einer Miethöhe von 600 bis 700 €/m² jährlich seit 2008 eine verstärkte Abwanderung von in La Défense ansässigen Unternehmen in andere Vororte von Paris spürbar, wo die Flächenpreise für vergleichbare Büros Anfang 2009 bei nur 300 bis 400 Euro/m² jährlich lagen. Weggezogen ist etwa der Versicherungsriese Axa (nach Nanterre). Auch gilt der in die Jahre gekommene Altbestand der ersten Bürogebäude in La Défense mittlerweile nicht mehr als zeitgemäß ausgestattet. So fehlt es dort etwa an flexiblen Bürokonzepten. Die Leerstandsquote erreichte 2013 mit etwa 14 % einen Höchststand. Das Problem wurde erkannt und es wurden große Anstrengungen unternommen, diesem Problem zu begegnen. So wurden unter anderem Tour First, Tour Ariane und Tour Eqho umfassend renoviert.
Es entstanden mit Tour Majunga, Tour T1, Tour Granite, Tour D2, Tour Carpe Diem, auch viele weitere neue, moderne Bürotürme. Im Jahre 2017 wurde die nach dem Viertel benannte Paris La Défense Arena eröffnet. Diese befindet sich allerdings nicht direkt im Viertel, jedoch in unmittelbarer Nachbarschaft in Nanterre. Als bisher letzte wurden Tour Saint-Gobain, Tour Trinity, Tour Alto, L’Archipel, Tour Hekla und Landscape fertiggestellt. 2019 erreichte die Leerstandsquote mit nur 4,9 % – trotz der zahlreichen neu erbauten Bürotürme, die weitere Büroflächen auf den Markt brachten – einen lange nicht mehr erreichten Tiefstwert. Weitere Hochhäuser sind in Planung. Aktuell wird das Quartier in westlicher Richtung erweitert, wo ein ehemaliger Güterbahnhof und seine Umgebung überplant wird, wodurch La Défense über den Fußgängersteg La Jetée und den Terrasses de Nanterre, die eine Achse bilden, besser mit Nanterre verbunden wird. Ebenso wird die Erschließung durch den ÖPNV verbessert.
Im Mai 2024 wurde im Zuge der Verlängerung des RER E nach Westen im Quartier der Bahnhof Nanterre-La Folie eröffnet und die Züge des RER E halten auch am Bahnhof La Défense, wo dafür unter dem CNIT eine eigene Bahnsteighalle gebaut wurde. Ferner soll ab 2030 durch die Métrolinie 15, die Teil des Grand Paris Express ist, der Bahnhof angefahren werden können.
Am 3. Juni 2019 bezog die Europäische Bankenaufsichtsbehörde ihren neuen Sitz im Tour Europlaza.
Hier und in der Umgebung findet das La Défense Jazz Festival statt.

Baustelle auf dem Gelände des ehemaligen Güterbahnhofs Nanterre-La Folie, 2018
Die Achse Terrasses de Nanterre, 2018
Die Achse Terrasses de Nanterre, 2018
Die Achse La Jetée mit Fußgängersteg im Jahr 2018
Tour Saint Gobain im Bau, 2018

## Bildung
Paris La Défense vereint den Cluster Pôle universitaire Léonard-de-Vinci, das IA Institut, ein EPITA-Campus, und 4 Business Schools: die EDC Paris Business School, die ESSEC Business School, die ICN Business School und IÉSEG School of Management.

## Galerie

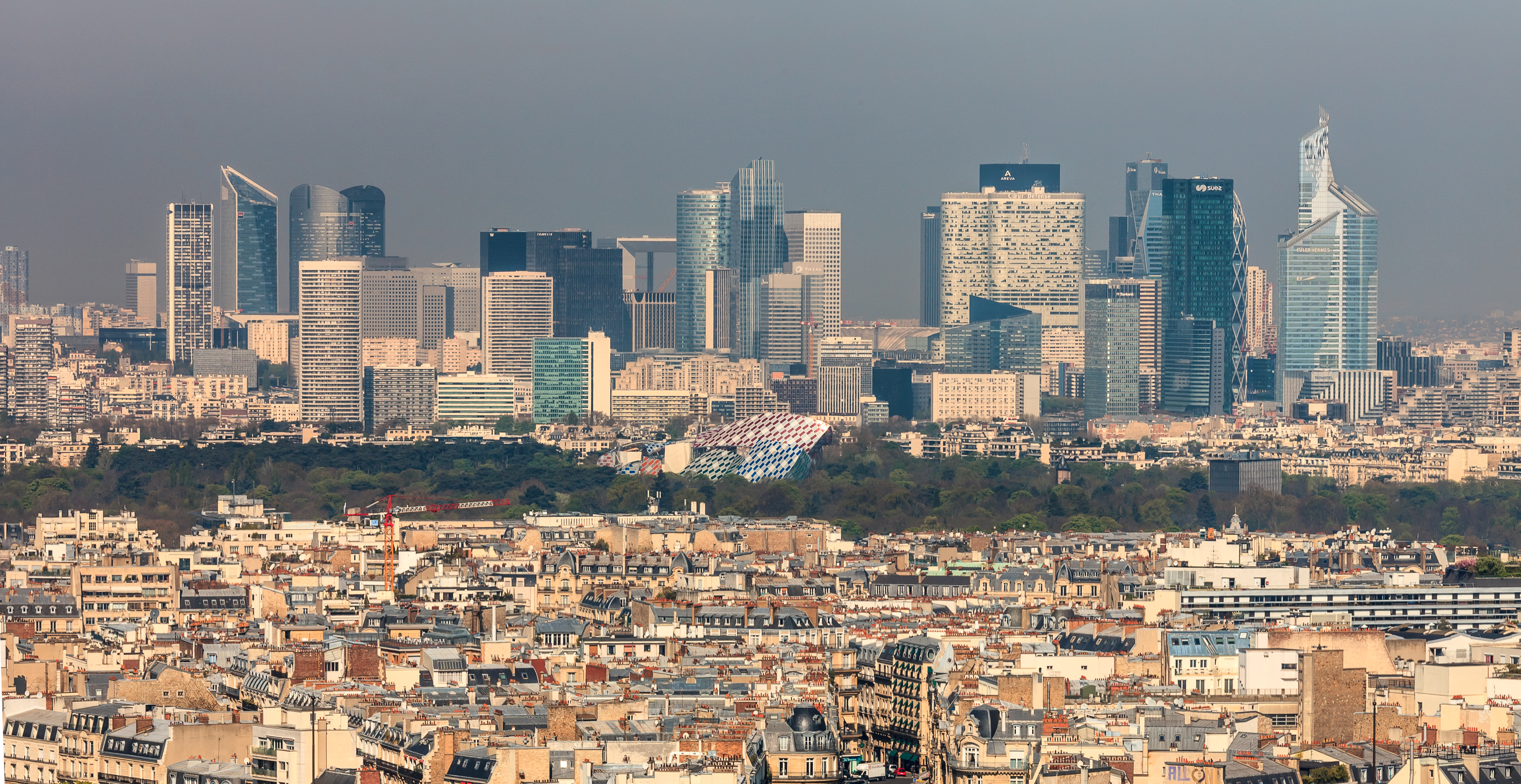
Blick auf La Défense vom Pariser Zentrum aus.
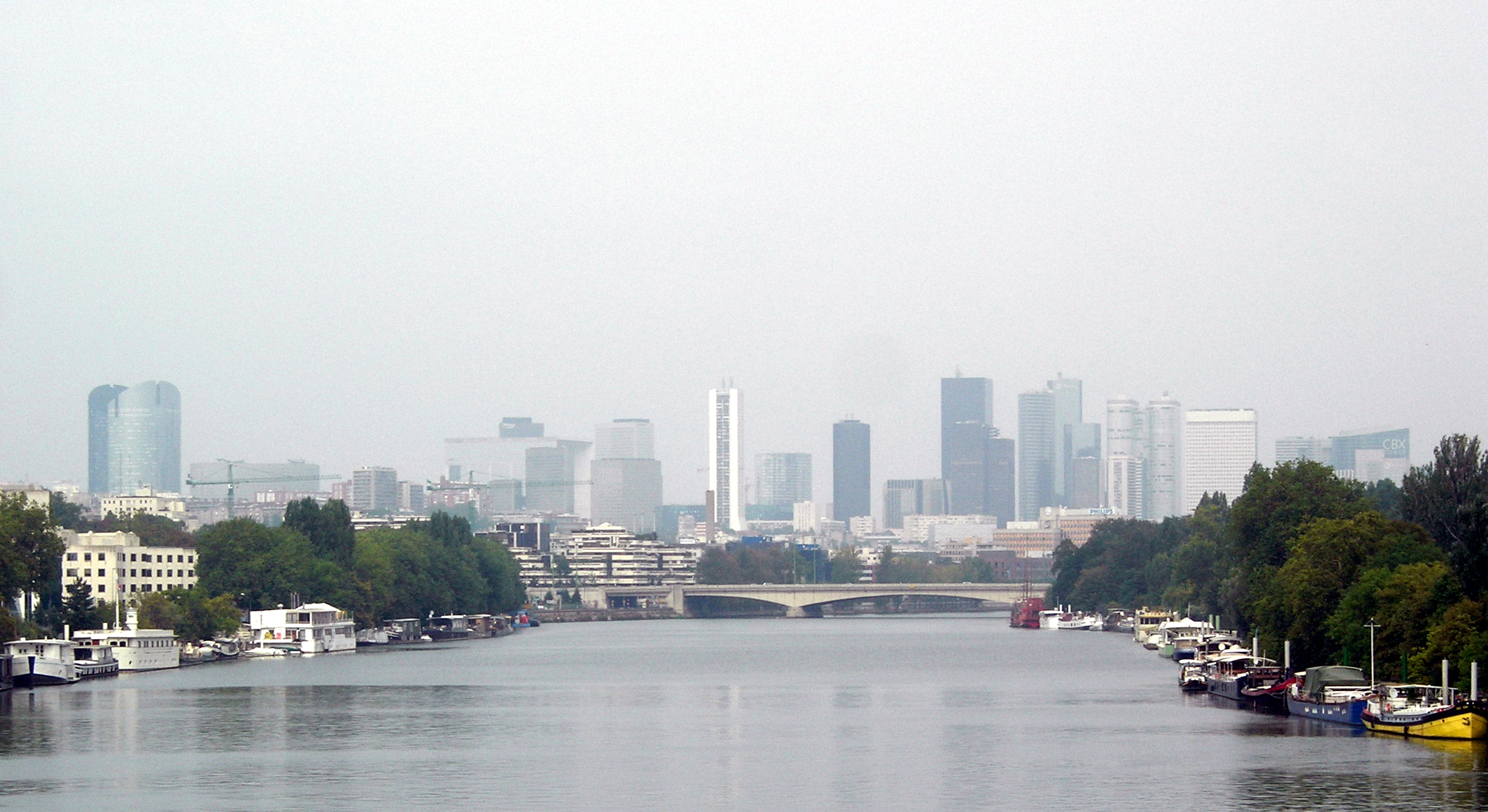
Blick auf La Défense von der Pont de Saint-Cloud.
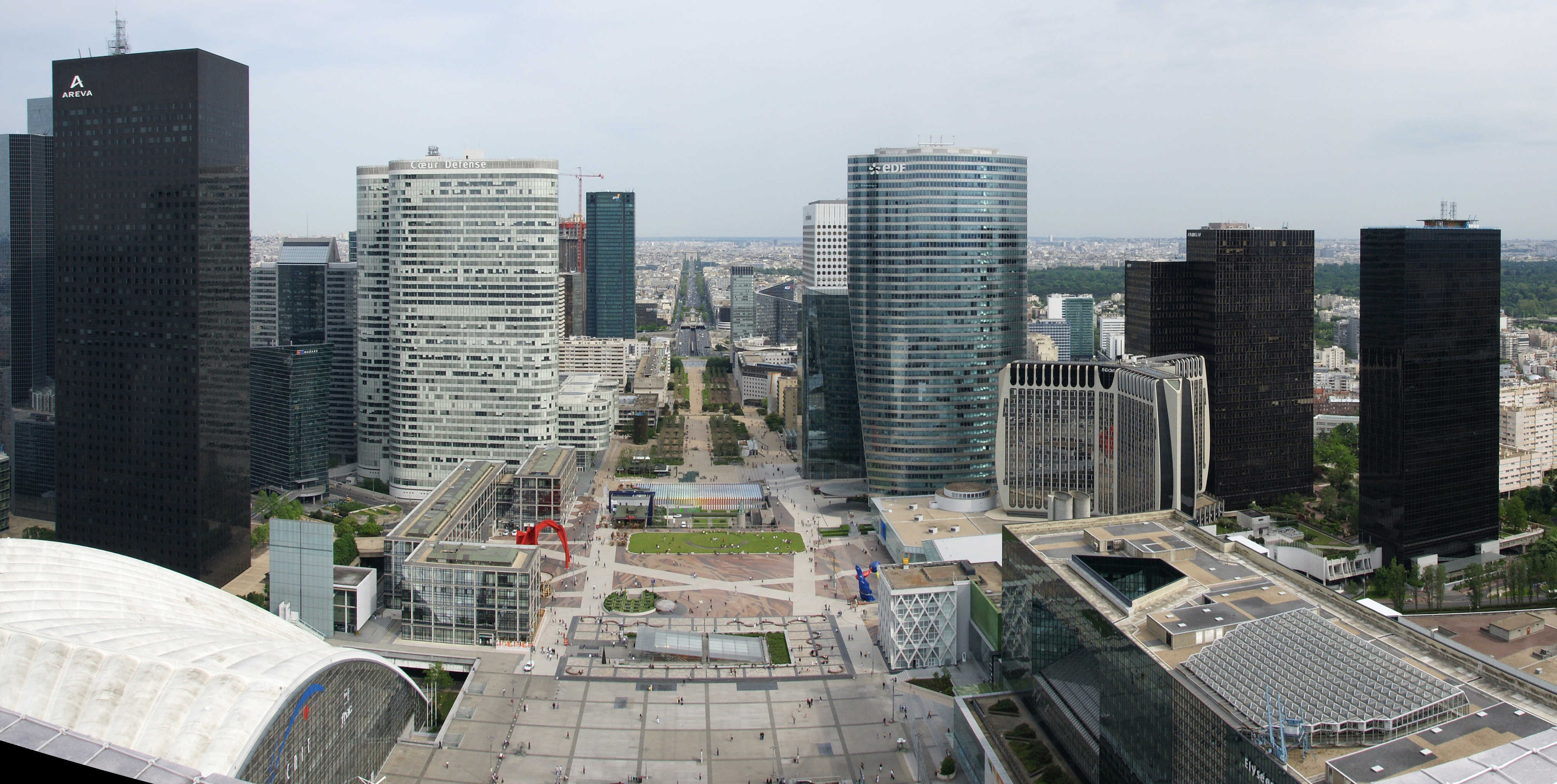
Blick auf La Défense von der Grande Arche.
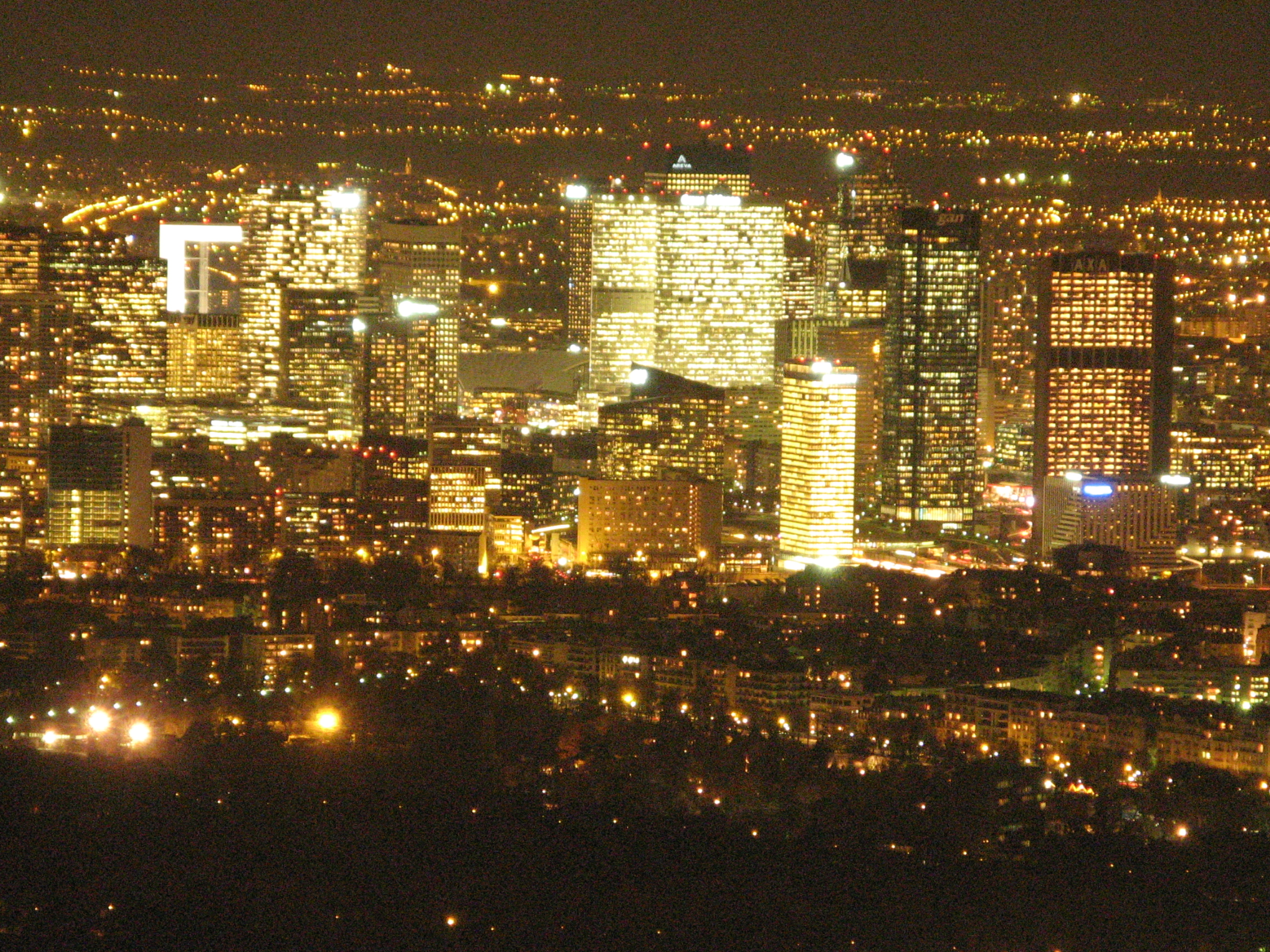
La Défense bei Nacht.
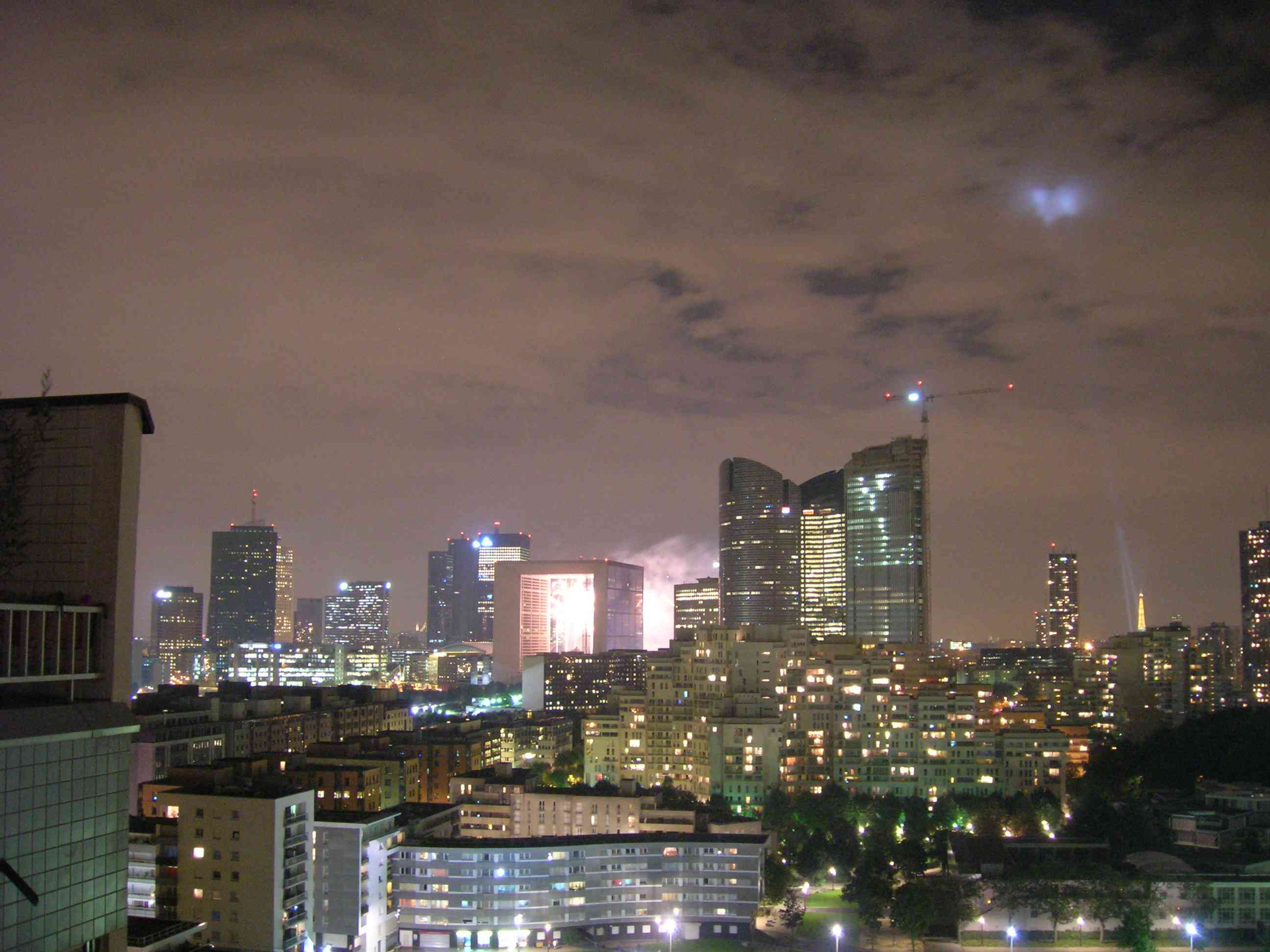
La Défense bei Nacht.
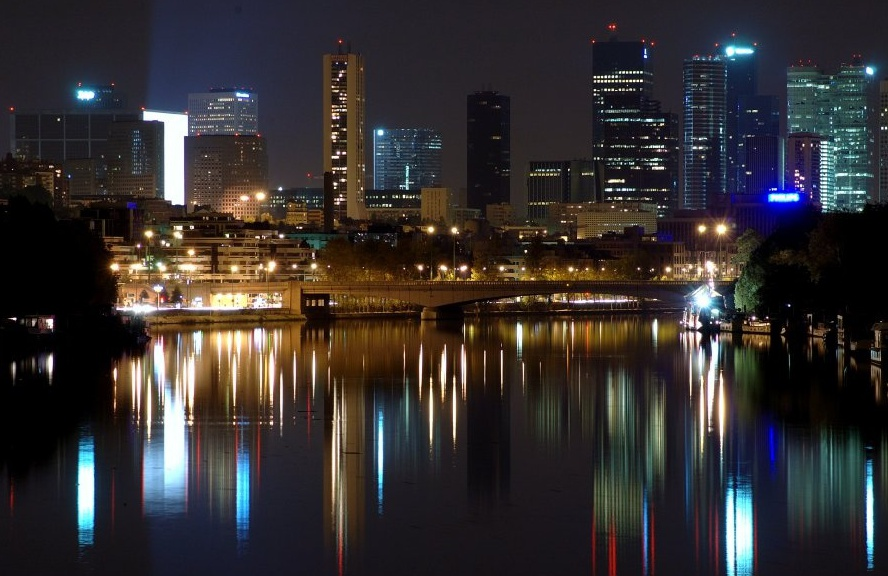
La Défense bei Nacht.
Hochhäuser im Jahr 2021.